# Рулантс, Гастон
Гастон, барон Рулантс (нидерл. Gaston Roelants, р. 5 февраля 1937) — бельгийский легкоатлет, олимпийский чемпион и чемпион Европы; знаменосец сборной Бельгии на летних Олимпийских играх 1964, 1968, 1972 и 1976 годов.

## Биография
Родился в 1937 году в Бирбеке. В 1960 году принял участие в Олимпийских играх в Риме, где стал 4-м в беге на 3000 м с препятствиями. В 1962 году стал в этой дисциплине чемпионом Европы, а в 1964 году на Олимпийских играх в Токио завоевал в ней золотую медаль, но в 1966 году на чемпионате Европы он стал в этой дисциплине лишь бронзовым призёром. В 1968 году принял участие в Олимпийских играх в Мехико, где стал 11-м в марафоне и 7-м в беге на 3000 м с препятствиями. В 1969 году на чемпионате Европы завоевал серебряную медаль в марафоне. В 1972 году принял участие в соревнованиях по марафону на Олимпийских играх в Мюнхене, но не завоевал наград. В 1974 году завоевал бронзовую медаль в марафоне на чемпионате Европы. Вместе с англичанином Джеком Холденом и французом Аленом Мимуном Гастон Рулантс является рекордсменом по количеству побед в Кроссе наций — четыре; в 1972 он стал его последним победителем.

## Выступления на соревнованиях
| Дата | Соревнования            | Город    | Место | Дистанция                            | Результат      |
| ---- | ----------------------- | -------- | ----- | ------------------------------------ | -------------- |
| 1961 | Кросс наций             | Нант     | 11    | 8,9 миль (14,3 км) (личный зачёт)    | 46.54          |
| 1961 | Кросс наций             | Нант     | I     | 8,9 миль (14,3 км) (командный зачёт) | 54             |
| 1962 | Кросс наций             | Шеффилд  | I     | 7,5 миль (12 км) (личный зачёт)      | 44.40          |
| 1962 | Кросс наций             | Шеффилд  | III   | 7,5 миль (12 км) (командный зачёт)   | 132            |
| 1962 | Чемпионат Европы        | Белград  | I     | 3000 м с/п                           | 8.32,6 CR* NR* |
| 1964 | Летние Олимпийские игры | Токио    | I     | 3000 м с/п                           | 8.30,8 OR*     |
| 1966 | Чемпионат Европы        | Будапешт | III   | 3000 м с/п                           | 8.28,8         |
| 1967 | Кросс наций             | Барри    | I     | 7,5 миль (12 км)                     | 36.03          |
| 1969 | Кросс наций             | Кладбанк | I     | 7,5 миль (12 км)                     | 36.25          |
| 1969 | Чемпионат Европы        | Афины    | II    | марафон                              | 2:17.22,2      |
| 1972 | Кросс наций             | Кембридж | I     | 7,5 миль (12 км)                     | 37.43          |
| 1974 | Чемпионат Европы        | Рим      | III   | марафон                              | 2:16.29,6      |

## Память
- Имя Гастона Рулантса носит крупное бельгийское легкоатлетическое состязание.